# 保志健斗
保志 健斗（ほし けんと、1995年4月4日 - ）は、日本の女性向けAV男優、ライバー、アイドルである。
2020年10月23日、SILK LABOよりAVデビュー。

## 経歴
出身は福井県坂井市、両親の離婚を期に大阪府八尾市へ引っ越す。
大阪時代はユニバーサル・スタジオ・ジャパン（ジョーズ担当）で、上京後は東京ディズニーランド（ウエスタンリバー鉄道担当）でバイトするなどの経験を持つ。
2017年に俳優を目指して上京、舞台俳優やモデル、メンズ地下アイドルなどの活動も行っていた。
2020年新型コロナウイルスの流行により仕事がなかった時、友人から「エロメンというものがあるらしい」と聞き、よくわからないまま応募。よくよく調べてみるとそれは女性向けAVを制作しているSILK LABO所属のエロメンであった。その後面接にいき無事合格、晴れてAV男優としてデビューした。最初は男性向けAVには出たくないと思っていたが、SILK LABOの作品に出るにつれて、「他の世界も見てみたい、勉強してみたい」と思うようになり、そこから少しずつ男性向けAVにも出るようになった。
リングスエンターテイメント、HANAYA PROJECTに所属していたが2022年9月30日に退所。同年10月1日からは事務所に所属せずフリーで活動していた。
一度はエロメンの引退も考えたが、2025年1月からは女性向けAVメーカーであるSILK LABO専属のAV男優となった。
AV男優をする傍ら、エロメンの先輩である向理来が設立した株式会社ムカイにはアルバイトとして雇われており、同社のイベントや動画作成の手伝いなどもしている。
AVに出始めたのと同時期に、メンズ地下アイドルの仕事をしていた際の仕事仲間から「一緒に仕事しようよ」と誘われて、メンズストリッパーの仕事も開始。AVに出始めていたため脱ぐ仕事と言われても抵抗はなかった。
担当者からInstagramにてスカウトを受け、2023年2月から配信アプリであるミクチャのライバーとしても活躍。同年5月からはKIRINZ公認ライバーとなった。
2024年7月にNEO、DAIKIと共にボーカルユニット[ZiON](読み方：ザイオン)を結成。メンバーカラーは赤。

## 人物・エピソード
- 身長172cm、体重58kg、足のサイズは25.5cm[8]
- 趣味は歌とギター[9]。そのほか映画鑑賞[10]、サウナなども挙げている。
- イベントの中でポールダンスを披露することもある[10]。元々バーレスクなどでポールダンスを見ていて「かっこいい、自分もやってみたい」と思っていたところ、AV男優やストリッパーをやる中でポールダンサーの方に出会い、教えてもらった。
- 第三者からは真面目、謙虚などと言われる。エロメンの先輩である一徹からは初対面の印象として「すごい礼儀正しい、むちゃくちゃさわやかで礼儀正しいと話をきいていた」と言われた[11]。またSILK LABOの面接でも、最初は見た目からヤンキーが来たと恐れられたが、面接での対応で良い印象を与えたため合格した[3]。SILK LABO作品のなかでエロメンと女性とのありのままのセックスを届ける「Body Talk」シリーズでは、共演した女優に対してずっと敬語で会話をしたり、確認をとりながら進めていくなど、謙虚で気使いな一面も見ることができる[4]。また、自分でも気遣いなことは公言しており、謙虚さが腰に出てると東雲怜弥のYouTubeチャンネルで発言している[4]。
- かなりの人見知り。中学の時は、友達は少数精鋭でいた。無表情かつ静かに過ごしていたことも相まって、「人殺し」と言われていた[12]。現在も積極的に共演者に話しかけに行ったりすることは少ない傾向にある。
- 天然、おバカキャラとされている。実際、高校については全日制、定時制、通信制に入学したが全て中退している[13]。言葉の言い間違いなどあるたびに共演者やファンを驚かせており、向理来から「頭の悪さ強いよ、保志くんの」などと言われている[14]。
- 自他ともに認める早漏。特にオナホールについては我慢できない[13]。本人曰く性器は、細長め、左曲がり[15]、全長推定17.5cm[8]。乳首は感じない。AV男優としての特技は共演したAV女優にも褒められるクンニ。自分の出演作品を見ることはないため、作品タイトルを言われてもストーリーがどんなものかわからないことが多い。
- 全てのおっぱいが好き、お尻は寝れるから好き[2]。
- ガレージで5時間ぐらいキスをした経験がある。翌日はベロの筋が痛くなる[2]。
- 初体験は中1の時。ビニール袋・新聞紙をベットに敷いて臨んだ[2]。
- キャッチフレーズは「今日も我慢できない！スピードスター」[8]。なかなか気に入るキャッチフレーズが見つからず、また本人が飽き性なこともあり、これまで「令和の鬼太郎」「ガク無し、皮なし、ズル剥けプリンス」「(みんなのアワビを貪りたい)ヴァギナイーター」など、様々なキャッチフレーズがあった[16]。
- ファンマークは⭐️🐰⭐️。これは苗字の『保志』にかけて星の絵文字と、バニー姿でバーで接客をしたり、イベントでバニーボーイをしているところからウサギの絵文字を組み合わせたものである。ミクチャで配信を開始する際に自ら考えた。
- 好きなお酒は、赤ワイン、ジン、ウォッカ。苦手なお酒は、ビール、タコハイ。
- 好きな食べ物は、イチゴ。嫌いな食べ物は、ナス、梅干し、シソ、かんぴょう、レーズン、ハッピーターン、カール、紅茶、ミックスジュース等沢山ある。
- 飼っているペットは猫（ラグドール）のまりんと犬（ダックスフンド）のディップ。

## 出演
以下、専属契約レーベルのもの、および保志健斗名義のもののみ記載する。

### 配信作品
レーベルごとに分類。

#### Body Talk
- 初体験！緊張伝わるドキドキエッチ◆-保志健斗（2020年10月23日配信）
- つきあいたてみたいな、ハニカミ照れエッチ◆-保志健斗-（2021年6月11日配信）
- ありのまま全部みせちゃう丸裸エッチ◆ 保志健斗（2022年4月22日配信）
- 初体験！盛り上がりすぎて我慢できない自撮りエッチ 保志健斗（2022年12月7日配信）
- 攻められる快感に目覚めちゃう、じっくり開発エッチ 保志健斗（2024年3月6日配信)

#### COCOON
- おねだりの仕方を覚えました-保志健斗-（2021年5月21日配信）
- 不器用なおもてなし-保志健斗-（2022年1月7日配信）
- 友達終了のお知らせ-保志健斗-（2022年5月6日配信）

#### GIRL'S CH
- 【エロメンASMR】保志健斗とイチャラブ同棲生活（2022年5月25日配信）

#### SILK
- あの日の約束（2020年11月27日配信）
- free＆easy（2021年7月16日配信）
- 必然の再会（2021年8月6日配信）
- もっと知りたい（2021年12月10日配信）
- また恋をしよう（2022年3月25日配信）
- 優しさに抱かれて（2022年6月3日配信）
- 本音のすりあわせ（2022年7月22日配信）
- 遠くへ行く前に（2022年9月28日配信）
- スキャンダルでも構わない（2022年11月30日配信）
- あなたがいない夜なんて（2023年4月5日配信）
- ワンナイト ワンスモア（2023年10月11日配信）
- ひとときだけの恋人（2024年4月10日配信）
- 欲しがり（2024年8月7日配信)
- そういう意味。（2025年3月19日配信)

#### SILK LABO VR
- 寝起きイチャラブ♡同棲生活　保志健斗（2023年4月12日配信）
- 毎日しよ♡朝からカレに求められるお目覚めエッチ　保志健斗（2023年4月19日配信）
- 出会ったばかりの彼と、秘密のキス　熱視線に射抜かれた、忘れられない夜。　保志健斗（2024年2月14日配信)
- 「今夜俺と試してみない…？」トロ甘愛撫に何度も乱れる絶頂ワンナイトえっち 保志健斗（2024年2月21日配信)

#### Undress
- 俺様男子は躾が必要。（2021年1月22日配信）
- Yes or No？（2021年3月19日配信）
- new side（2021年5月7日配信）
- 誰もいないオフィスで（2021年10月8日配信）
- 道ならぬ純愛（2022年1月21日配信）
- 誰かに盗られる前に（2022年6月24日配信）
- 贅沢な選択（2022年9月21日配信）
- たわわな衝動（2023年7月19日配信）
- 欲のまま乱れて（2023年11月8日配信）
- わからせてあげる（2024年1月24日配信）
- クロージングの後は―（2024年5月15日配信）
- フルスロットル（2025年1月15日配信）
- ダブルブッキング（2025年7月28日配信）

#### 陰茎裏筋睾丸太郎
- もはや語る事のない伝説のイケメン「保志健斗」の解禁自コキ大量射精（2023年9月25日配信）
- 日本屈指のイケメン「保志健斗」、美顔、美チン、美アナル晒しむちゃえろSEX!!!（2024年3月8日配信)

#### カゲキっch
- 止まらない連続絶頂 保志健斗 何度イっても止まらない快楽を貪りあう究極のオーガズムSEX（2022年9月8日配信）
- 快楽堕ちした男の潮吹き 保志健斗 敏感すぎる早漏ザコチ〇ポにおしおき制裁！何度も何度も狂いそうなほどイキ我慢を繰り返し絶頂の快楽地獄へ…（2025年6月5日配信）

#### ハニードリーム
- ラブラブシェアハウス3　美女の花園はユーワクがイッパイ!（2023年8月2日配信）

#### ムラっch
- ホテル盗撮 欲求不満人妻が出会い系で知り合った年下男子と初めての不貞セックス（2021年1月21日配信）
- オトコノコのオナニーpremium 保志健斗（2021年4月7日配信）
- ニンゲン観察 映像研究サークルの部室で、同級生とふたりきりハダカの打ち上げ（2022年2月3日配信）
- ニンゲン観察 多感な年頃のイケメン息子への欲望が抑えきれず、イキ過ぎた性教育をする義母。（2023年4月20日配信）
- ホテル盗撮 風俗未経験、ウブなのに隠れ巨根のイケメンサラリーマンが出張先で初めてのデリヘル体験でガチ本番（2023年5月11日配信）
- ニンゲン観察 押しに弱そうな地味メガネ同期は、チ○ポで豹変する超淫乱女子。（2023年6月22日配信）
- ニンゲン観察 さっきまで友達だったハズなのに勃起チ〇ポには抗えない！イケメンの長～い巨根に理性が壊れる地味っこ隠れ巨乳（2023年12月7日配信）
- ニンゲン観察 風俗初体験の勘違いドSイケメンが男の潮吹きでドM堕ち！M性感嬢の金玉までとろけるスゴテク制裁（2024年8月15日配信）
- ホテル部屋REC パートナーだけでは満足できない！出会ったばかりのヤリモク相手と本命には出来ないド変態プレイで乱れまくるドM人妻とドSイケメン（2024年9月12日配信）
- 素人男子のリアルSEX 19 健斗君29歳（2025年1月9日配信）
- ニンゲン観察 貢いでくれたらマ〇コを舐めて恩返し！メンズコンカフェのNo.1 は長尺クンニとロングロングチ〇ポで太客を逃がさない（2025年1月23日配信）
- ニンゲン観察 お尻特化風俗でオプションすべて堪能！！超絶イケメンも巨尻と巨乳の前ではただのケダモノスケベになりさがる（2025年7月3日配信）

#### その他
TOKYO SHIKOLYNPIC～東雲怜弥vs保志健斗vs上原千明～（2024年11月15日配信）

### DVD作品
レーベルごとに分類。

#### SILK
- 素直になれない恋人たち 5th season（2023年5月11日発売）
- RE：PLAY vol.1僕らはきっと、もう一度恋をする（2023年10月12日発売）
- One’s Daily Life season７ – by my side–（2024年2月8日発売)
- 恋するサプリ　5錠目　～運命のカレ～（2024年3月7日発売)
- 忘れられない夜にしよう　第2夜（2024年6月6日発売)
- 素直になれない恋人たち 7th season（2024年8月8日発売)
- アンビバレントカレシカタログ 1（2024年9月12日発売)
- more than friends 1（2024年10月10日発売)
- One’s Daily Life season 8‐more＆more‐（2024年12月12日発売)
- 素直になれない恋人たち　8th season（2025年3月6日発売)
- 素直になれない恋人たち 10 th season（2025年6月12日発売)
- 愛は食べ頃まで寝かせて。　Case2（2025年7月10日発売)

#### Undress
- Deep Desire VDeep Desire Ⅵ marking（2023年5月11日発売）
- 共犯関係 Ⅲ 罰を受ける道を選んだ僕ら（2023年7月6日発売）
- Deep Desire IX-chain-（2024年3月7日発売)
- After work Ⅲ　アクシデントオフィス（2024年6月6日発売)
- Another side 3　あなたには、抗えない（2024年7月11日発売)
- 友達以上、想像以上。1（2024年8月8日発売)
- Triangular Holic 1（2024年10月10日発売)
- Triangular Holic 2（2024年12月12日発売)
- この愛し方しか、知らない。 Case1（2024年1月9日発売)
- 四六時中発情中 V（2025年4月10日発売)
- エスカレートラバーズ IN THE HOTEL 3（2025年5月8日発売)
- 四六時中発情中 6（2025年8月7日発売)

### YouTube動画
本項目では、本人公式のチャンネルの動画や配信などのアーカイブ動画は除く。
- 【SILK LABO】保志健斗【EROMEN NEWFACE DEBUT】(SILK LABO reborn、2021年9月22日公開)
- ペニスって長く出来ますか？コンプレックスに打ち勝て！メンズクリニック院長先生に相談しました。S men's clinic × SODコラボ #1（エスメンズクリニック）(SOFT ON DEMAND、2021年9月3日公開)
- 精子を飲むと体に良い？誰もが一度は聞いたことある性の都市伝説に答えて頂きました！S men's clinic × SODコラボ#2（エスメンズクリニック）(SOFT ON DEMAND、2021年9月4日公開)
- AV男優のペ〇スが病院でビンビンに！？ED治療の効果が凄かった！　S men's clinic × SODコラボ#3（エスメンズクリニック）(SOFT ON DEMAND、2021年9月5日公開)
- 【エロメン】現役AV男優の素顔とは？【保志健斗】(朱雀ガラティアのあろはろはチャンネル、2022年2月27日公開)
- 【エロメン対談ver.2.0】ヴァ●ナイーター保志健斗vs令和の甘S王子東雲怜弥（東雲怜弥_ReiyaShinonome、2023年4月5日公開)
- 【エ口メン料理対決！！】保志健斗コラボ後編！セクシー男優が作るオトコメシ！敗者の○○は顔面が崩壊します…（東雲怜弥_ReiyaShinonome、2023年4月19日公開)
- 【オトナの社会科見学】東雲怜弥、エ口メン大先輩の向理来の会社に突撃訪問！（東雲怜弥_ReiyaShinonome、2023年5月3日公開)
- 【エ口メン対談ver.3.0】大先輩向理来くん、ちょい先輩けんてぃ、東雲怜弥が３者対談したらチ●チ●とレ●プの話ばっかりになりました（東雲怜弥_ReiyaShinonome、2023年5月17日公開)
- 【エ口メン対談ver.3.0完結編】向理来、衝撃の告白。（東雲怜弥_ReiyaShinonome、2023年5月31日公開)
- セクシー男優東雲怜弥2周年イベント！狂気の運動会に密着！（東雲怜弥_ReiyaShinonome、2024年3月2日公開)
- 【SILK LABO】保志健斗【EROMEN】（SILK LABO reborn、2024年4月2日公開)
- 【重大発表】ありがとう　保志健斗（SILK LABO reborn、2025年1月4日公開)
- 【ご報告】保志健斗からのメッセージ（SILK LABO reborn、2025年1月4日公開)
- 【幼馴染が実はA◯男優!? 本人のイベントに参加して友達の母親と◯◯してみた（ザウルスがおーチャンネル、2025年7月30日公開)

### テレビドラマ
- アカイリンゴ（2023年1月30日、朝日放送テレビ）第2話エキストラ出演

### バラエティー番組
- 歩道・車道バラエティー 道との遭遇（2025年7月1日、CBCテレビ）

### 配信ドラマ作品
- 嬢王協奏曲 夜の栄冠は美女に輝く（2024年6月5日配信）雄星役
- 地面師たち（2024年7月25日配信、Netflix）ホテルの男たち/ホスト役

### ラジオ
- 脳トロ🧠高次元人生『#10【巨万の富】これを聞いた人には必ず莫大な富が降り注ぎます』（2024年2月26日、Spotify）ゲスト出演
- 脳トロ🧠高次元人生『#11【神秘体験】神様と関係を持った男』（2024年3月4日、Spotify）ゲスト出演
- 脳トロ🧠高次元人生『［Season2］#7 イベント直前SP！保志健斗選手が脳トロに帰ってきた〜！』（2024年9月17日、Spotify）ゲスト出演

### 舞台
- 「變身 ver.1.1」(2023年）キミヒコ役
- 「夢七日」(2023年）金田健人 役
- 「叶わない恋を叶える方法」(2024年)リク役
- 「探偵はロングスリーパー Case1」(2024年)汐屋役
- 「IN THE WOMB 2024 -赤ちゃんといたい-」（2024年)阿良寺金時役
- 「殺し屋トレイシー兄弟の楽しすぎる夜」（2025年）デレク・サンダース役[17]
- 「探偵はロングスリーパー -眠りの社交界と逆夢のアンダーグラウンド-」(2025年)汐屋役
- 「エイリアンと猟銃」(2025年)ポドエドルモペカルノ役
- 「ショービズは難しい……!?」(2025年)

### 朗読劇
- 「クリスマスの朝が来る前に vol.3 Seaside」（2024年）ロイ/老人役
- 「100年越しの初恋　vol.5」（2025年）金井役

### 映画
- 「愛のために生きて －I want you－」（2023年）カイト役
- 「トリプル・クライマックス 三人の女たち」（2024年）『ママになってよ』ヒロシ役
- 「人妻の指運動　濃厚お胸体験」（2025年）光四郎役

### 雑誌・写真集
- an・an 2021年7月14日号 No.2257（2021年7月7日発売、マガジンハウス）
- 緊縛男子×保志健斗（2021年10月18日、Kindle版)
- an・an 2023年8月16日・8月23日合併号 No.2360（2023年8月9日発売、マガジンハウス）
- GINGER 2023年12・１月合併号（2023年10月23日発売、幻冬舎）
- NOTE 2023 (2023年12月12日発売)